# Gerben Kuypers
Gerben Kuypers, né le 1er février 2000 à Furnes, est un coureur cycliste belge. Il participe à des compétitions de cyclo-cross et de cyclisme sur route.

## Biographie
Gerben Kuypers commence sa carrière cycliste en cyclo-cross. Il décroche trois succès UCI chez les juniors (17/18 ans) entre 2016 et 2017. En 2018, il se classe huitième du championnat du monde de cyclo-cross juniors. 
Il remporte ses premières victoires chez les élites au début de la saison de cyclocross 2022-2023, en remportant cinq des six manches de la Coupe de France et en s'assurant ainsi la victoire au classement général. À la fin de la saison, il est sixième du championnat du monde de cyclo-cross.
Après la saison de cyclo-cross 2022-2023, Kuypers se tourne davantage vers le cyclisme sur route. En 2023, il devient membre de l'équipe Circus-Re Uz-Technord. Au niveau international, il est onzième du Tour de Cologne et au niveau national, il remporte des succès d'étape du Province Cycling Tour et du Tour de Namur. La saison de cyclo-cross suivante, il court pour l'équipe de cyclo-cross Charles Liégeois Roastery CX, affiliée à l'équipe World Tour sur route Intermarché-Wanty. En octobre 2023, il décroche  deux victoires : le GP Oisterwijk et le Kermiscross. Le 19 novembre, il est quatrième lors de la Coupe du monde à Troyes, obtenant ainsi son meilleur classement en Coupe du monde. Il doit cependant terminer la saison plus tôt pour des raisons de santé. En avril 2024, il rejoint l'équipe World Tour Intermarché-Wanty.

## Palmarès en cyclo-cross
- 2016-2017
  - Kasteelcross Zonnebeke juniors
- 2017-2018
  - GP Neerpelt juniors
  - Zilvermeercross juniors
  - 8e du championnat du monde de cyclo-cross juniors
- 2021-2022
  - 9e du championnat du monde de cyclo-cross espoirs
- 2022-2023
  - Classement général de la Coupe de France de cyclo-cross
    - Coupe de France de cyclo-cross #1, Nommay
    - Coupe de France de cyclo-cross #2, Nommay
    - Coupe de France de cyclo-cross #3, Camors
    - Coupe de France de cyclo-cross #4, Camors
    - Coupe de France de cyclo-cross #5, Troyes

  - Exact Cross - Robotland Cyclocross, Essen
  - 6e du championnat du monde de cyclo-cross
- 2023-2024
  - GP Oisterwijk, Oisterwijk
  - Kermiscross, Ardoye
- 2024-2025
  - 7e du championnat d'Europe de cyclo-cross

## Palmarès sur route

### Par années
- 2023
  - 4e étape du Province Cycling Tour
  - 5e étape du Tour de Namur
  - 3e du Tour de Namur

### Classements mondiaux
| Année                                 | 2023  |
| ------------------------------------- | ----- |
| Classement mondial                    | 1938e |
|                                       |       |
| Légende : nc = non classéSource : UCI |       |